# Parque nacional del mar de Frisia (Dinamarca)
El Parque nacional del mar de Frisia (en danés: Nationalpark Vadehavet) fue nombrado parque nacional de Dinamarca el 17 de enero de 2008, comenzando a funcionar a partir de 2010. El parque nacional cubre la parte danesa del mar de Frisia desde Ho Bugt hasta la frontera alemana, y se compone de las islas de Fano, Mando y Romo, así como  Skallingen, Varde Å y muchas de las marismas de Tjæreborgmarsken, Ribemarsken, Margrethekogen y De ydre diger i Tøndermarsken.
El Mar de Frisia es conocido por su gran número de aves migratorias y por las grandes bandadas de estorninos europeos que vuelan en formaciones conocidas como Sort sol.